# Thomas Sørensen
Thomas Sørensen, född 12 juni 1976 i Fredericia, är en dansk fotbollsmålvakt som spelar för Melbourne City. Han var tidigare förstamålvakt i det danska landslaget. Som Peter Schmeichels efterträdare har han totalt spelat 101 landskamper för sitt hemland. Han har dock inga större meriter, men spelade i både VM 2002 och EM 2004.

## Klubbkarriär

### Tidig karriär
Sørensen hamnade i rampljuset då han spelade i Odense BK. Han debuterade för Danmarks U21-landslag i september 1993, då bara sjutton år gammal. Sørensen figuerade i flera år som reserv bakom Lars Høgh, en levande legend i klubben. Tiden i Odense inkluderade en dansk ligatitel 1995, men Sørensen spelade inga matcher för klubben. Säsongen 1996–97 lånades han ut till ligarivalerna Vejle BK under sex månader, där han spelade sex ligamatcher. Väl hemma i Odense igen lånades han ut igen i januari 1997, denna gång till Svendborg FB i den danska andradivisionen. Han spelade den återstående säsongen, som förlängdes permanent till nästkommande säsong i Svendborg. I Svendborg spelade Sørensen totalt 50 matcher.

### Sunderland
Knappast någon utanför Danmark hade även hört talas om den långe och atletiske målvakten, när engelska managern Peter Reid köpte 22-åringen från Odense för ca £ 510 000 i juli 1998. Sørensen köptes för att stärka Reids Sunderland, som då spelade i den engelska andraligan. Sørensen blev uttagen som förstemålvakt och bidrog starkt till att klubben överlägset tog hem serietiteln 1998/1999 med 105 poäng och blev uppflyttade till Premier League. Sørensen krossade klubbens rekord för flest hållna nollor under en säsong, 29 stycken. Sørensen vann legendarisk status i Sunderland år 2001, när han räddade en straffspark från Alan Shearer i matchens sista ögonblick, mot rivalerna Newcastle United på bortaplan. 
Sunderland hade det motigt både på och utanför planen och Sørensen kunde inte rädda klubben från nedflyttning 2003 med bara 19 inspelade poäng. Reid hade redan fått sparken, och som ett resultat av klubbens växande ekonomiska bekymmer, såldes Sørensen för £ 2 miljoner till Aston Villa, efter intresse också från en handfull andra klubbar, bland annat Manchester United och Arsenal FC. Han spelade nästan 200 matcher på Wearside för Sunderland. 

### Aston Villa
I Aston Villa fick Sørensen rykte om sig som en bra, om än något excentrisk, målvakt. Fastän han ofta höll en jämn nivå hände det att han stod för uppenbara målvaktstavlor. Sørensens förmåga att mota skott gjorde dock att han kunde behålla sin plats som Villas förstemålvakt, före Stefan Postma och Stuart Taylor, både under managern David O'Leary och managern Martin O'Neill. 
Säsongen 2007–08 tappade han sin plats som förstemålvakt till förmån för den från Liverpool inlånade Scott Carson, och han önskade därför lämna klubben. I januari 2008 var Sørensen nära att gå till Derby County, men affären gick inte igenom, möjligen beroende på att Martin O'Neill behövde honom som backup då Villa gjorde en av sina bästa säsonger på länge. I slutet av säsongen löpte Sørensens kontrakt ut och han var fri att lämna klubben. Han spelade inte en enda match för klubben under sin sista säsong och han hade även halkat ner till tredjemålvakt bakom Scott Carson och Stuart Taylor. 

### Stoke
Den 28 juli 2008 inledde Sørensen förhandlingar med Stoke City. Den 30 juli bekräftades det att Stoke hade värvat Sørensen på en fri transfer. Kontraktet löpte på 3 år. Han tog snart över Steve Simonsens plats i startelvan. Han sedan dess blivit en favorit bland fansen.